# 館山 (館山市)
館山（たてやま）は、千葉県館山市の地名。丁番を持たない単独町名で、郵便番号は294-0036。

## 地理
市内中央部、汐入川流域の左岸側に位置し、北西部は館山湾に面する。地内北部は住宅地が広がり、海岸部は大半が館山港の施設となっている。南部には小高い山があり、旧館山城の模擬天守を中心とする公園として整備されている。また、館山湾に浮かぶ陸繋島である高ノ島（鷹ノ島）および沖ノ島も地内に含まれる。
北から東にかけて長須賀、南東で上真倉、南から西にかけて沼とそれぞれ接する。また高ノ島は館山湾に面する北側以外を富士見に囲まれ、沖ノ島は南東部で富士見と接する（いずれも館山市）。

### 河川
- 汐入川 - 北東部で面しており、長須賀との境界をなす。

### 海洋
- 館山湾

## 歴史
天正8年（1580年）に里見義頼が館山城を築城、天正19年（1591年）に里見義康が同城に里見氏の本拠を移し、城が位置する山の周辺一帯を城下町として整備したことで、城を中心とする城下町一帯が一般に館山と呼ばれるようになった。館山城は慶長19年（1614年）に里見氏が改易され、館山藩が廃藩となった際に破却された。

### 沿革
- 江戸時代 - 安房郡真倉村内に館山上町（たてやまかみちょう[5]）・館山中町（たてやまなかちょう[5]）・館山下町（たてやましもちょう[5]）・新井浦・楠見浦・浜上須賀村・岡上須賀村（以上を「館山三町四浦」と総称[4]）および北下台村（ぼっけだい[4]むら）が成立。
  - 天明元年（1781年）以降 - 館山藩[注釈 3]領。
- 1873年（明治6年） - 館山三町四浦および北下台村、千葉県に所属。
- 1875年（明治8年） - 浜上須賀村・岡上須賀村・北下台村が合併、上須賀村となる[4]。
- 1877年（明治10年） - 館山上町・館山中町・館山下町・新井浦・楠見浦・上須賀村が合併、館山町となる[5]。
- 1889年（明治22年）4月1日 - 町村制施行により安房郡館山町（初代）大字館山となる[5]。
- 1914年（大正3年）4月1日 - 館山町（初代）が安房郡豊津村と合併して安房郡館山町（2代目）が成立、同町の大字となる。
- 1933年（昭和8年）4月18日 - 館山町（2代目）が安房郡北条町と合併して安房郡館山北条町が成立、同町の大字となる。
- 1939年（昭和14年）11月3日 - 館山北条町が安房郡那古町、安房郡船形町と合併して館山市が成立、同市の大字となる。
- 1982年（昭和57年）10月31日 - 館山城模擬天守完成。
- 1983年（昭和58年）11月23日 - 館山市立博物館開業。
- 2010年（平成22年）4月25日 - 館山港多目的観光桟橋開業[6][注釈 4]。
- 2011年（平成23年）2月5日 - 旧・千葉県立安房博物館が千葉県から館山市に委譲された館山市立博物館分館「渚の博物館」開業[8]。
- 2012年（平成24年）3月25日 - 「渚の博物館」を中心とする交流拠点施設 “渚の駅”たてやま開業[9]。

## 世帯数と人口
2024年（令和6年）8月1日現在の世帯数と人口は以下の通りである。
| 大字 | 世帯数    | 人口    |
| ---- | --------- | ------- |
| 館山 | 1,541世帯 | 2,734人 |

## 小・中学校の学区
市立小・中学校に通う場合、学区は以下の通りとなる。
| 番地 | 小学校             | 中学校             |
| ---- | ------------------ | ------------------ |
| 全域 | 館山市立館山小学校 | 館山市立館山中学校 |

## 交通
地内を通る鉄道路線はない。最寄駅はJR内房線館山駅。

### バス
- JRバス関東
  - 南房州本線 館山駅行・安房白浜駅行
  - 洲の崎線 館山駅行・休暇村館山前行・伊戸漁港行・平砂浦海岸行・相の浜行
- 日東交通
  - 館山市内線 館山航空隊行・なむや行・小浜行

### 道路
- 国道
  - 国道410号 - 北条バイパス開通以前の旧道が東部をわずかに通過。同バイパス開通後、地内の下町交差点以南が市道に格下げとなり、同交差点が旧道の国道指定区間の終点となる。
    - 潮留橋
- 県道
  - 千葉県道250号館山港線
  - 千葉県道257号南安房公園線

いずれも下町交差点を終点とする。

## 施設
- 城山公園
  - 館山城模擬天守（館山市立博物館分館 館山城八犬伝博物館）
  - 梅園（伝 義康御殿跡）
- 館山市立博物館本館
- “渚の駅”たてやま
  - 館山市立博物館分館 渚の博物館
  - 海辺の広場
  - 館山港多目的観光桟橋（館山夕日桟橋）
- 館山市立館山小学校（wikidata）
- 中央学院大学 館山セミナーハウス
- 館山公民館
- おどや 館山海岸店
- セブン-イレブン 館山城山公園店
- セブン-イレブン 渚の駅たてやま通り店
- 館山信用金庫 南支店
- 北下台児童遊園
- 新井海水浴場 - 当地と長須賀にまたがる。

沖ノ島
- 沖ノ島公園
- 沖ノ島海水浴場

## 史跡
- 館山城跡
- 館山藩陣屋跡
- 采女井戸
- 三福寺
- 長福寺
- 観乗院
- 館山神社
- 琴平神社
- 正木燈

高ノ島
- 鷹之島弁財天
- 館山海軍航空隊水上班滑走台跡

沖ノ島
- 沖ノ島宇賀大明神社

## ギャラリー

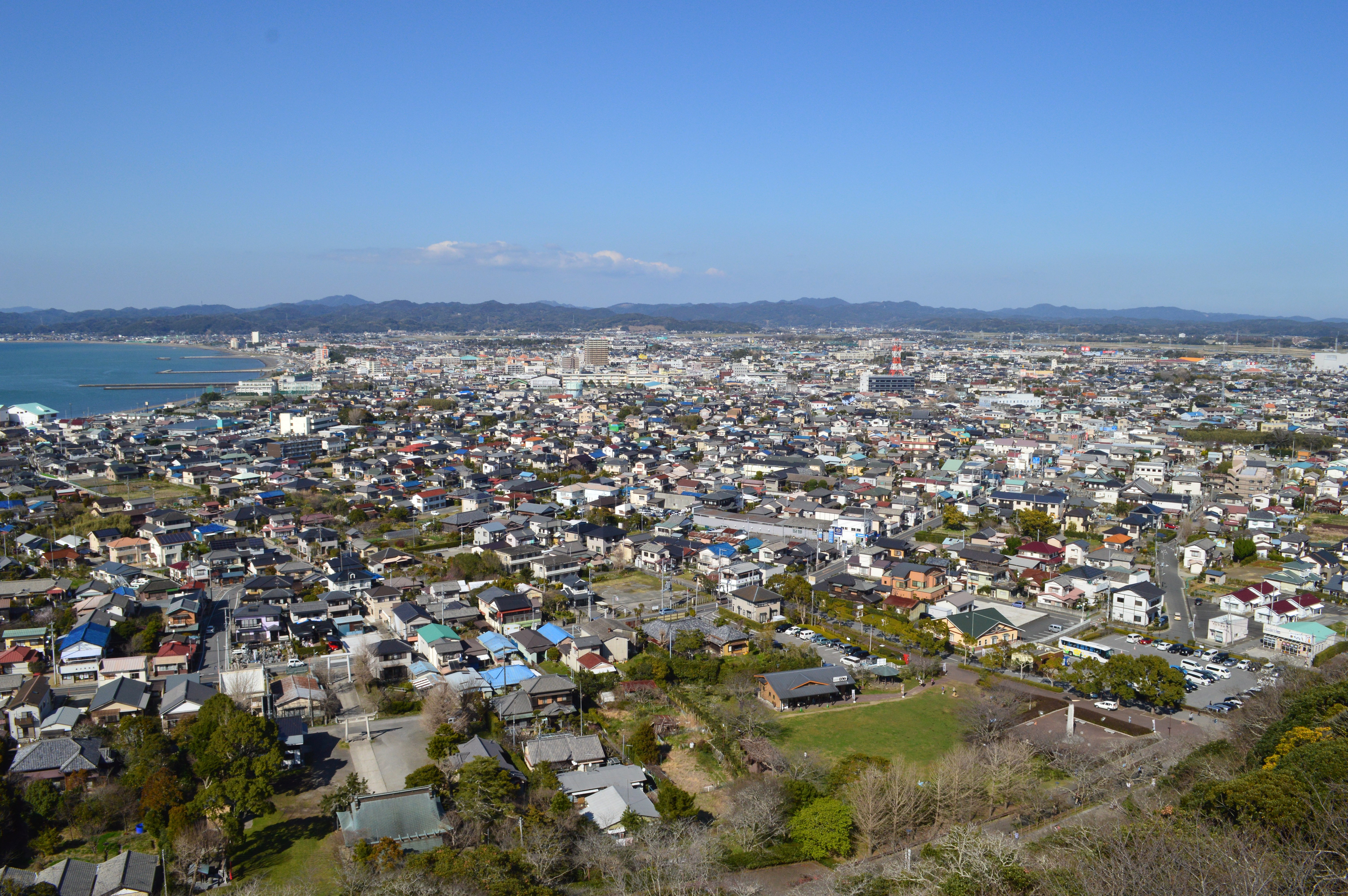
館山城跡からの眺め（北北東方向）
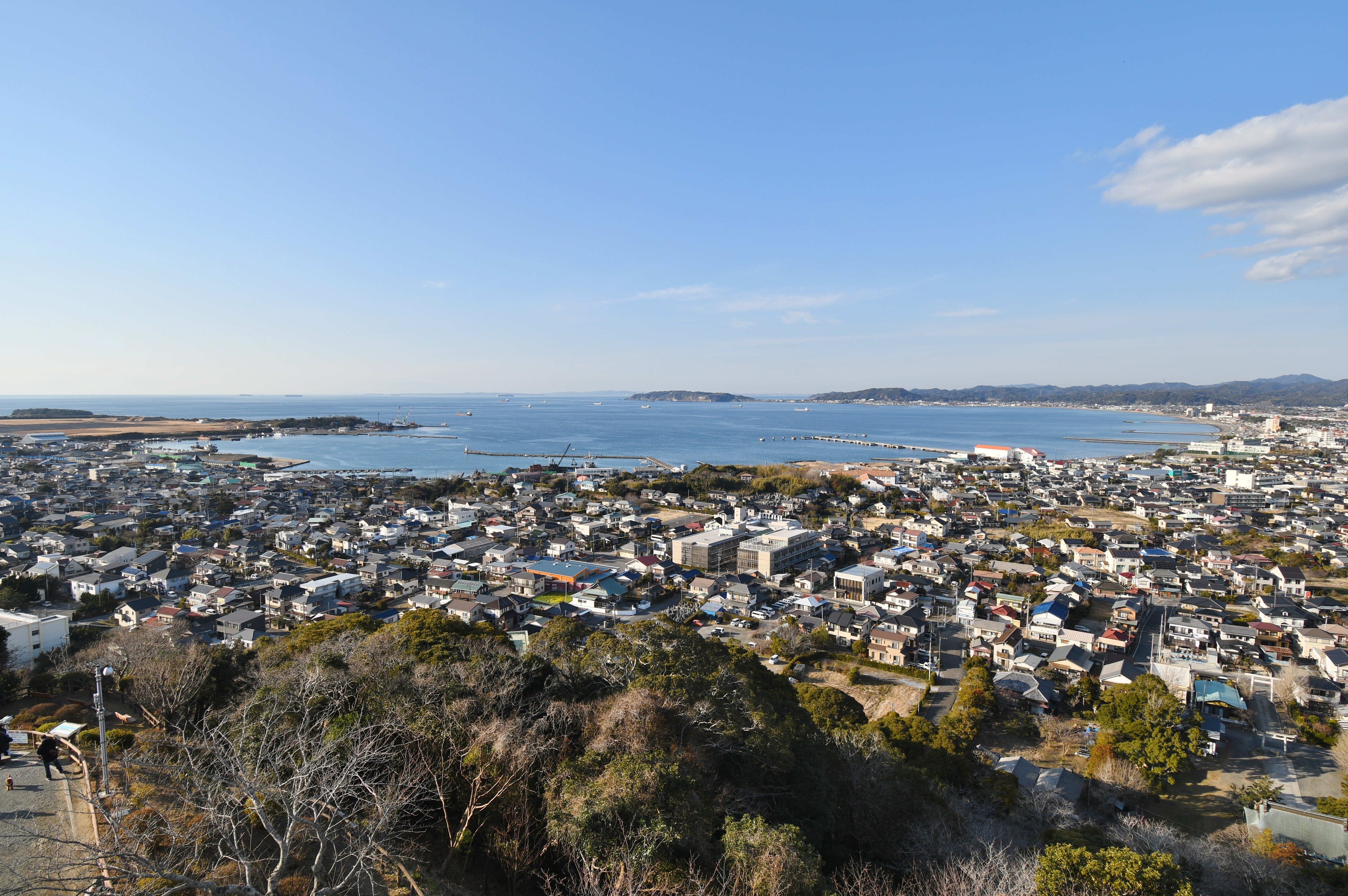
館山城跡からの眺め（北北西方向）
館山市立博物館本館
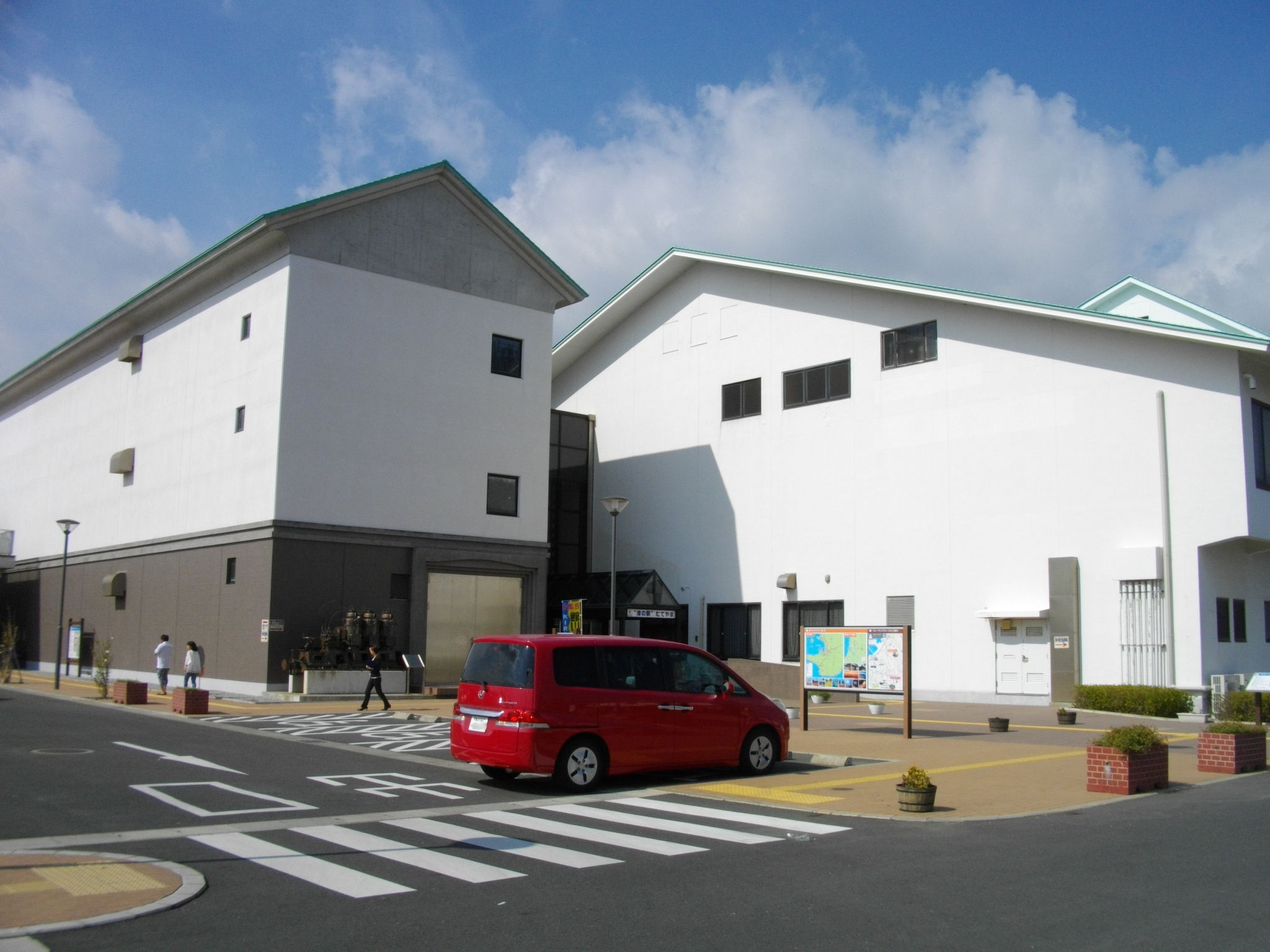
“渚の駅”たてやま（渚の博物館）
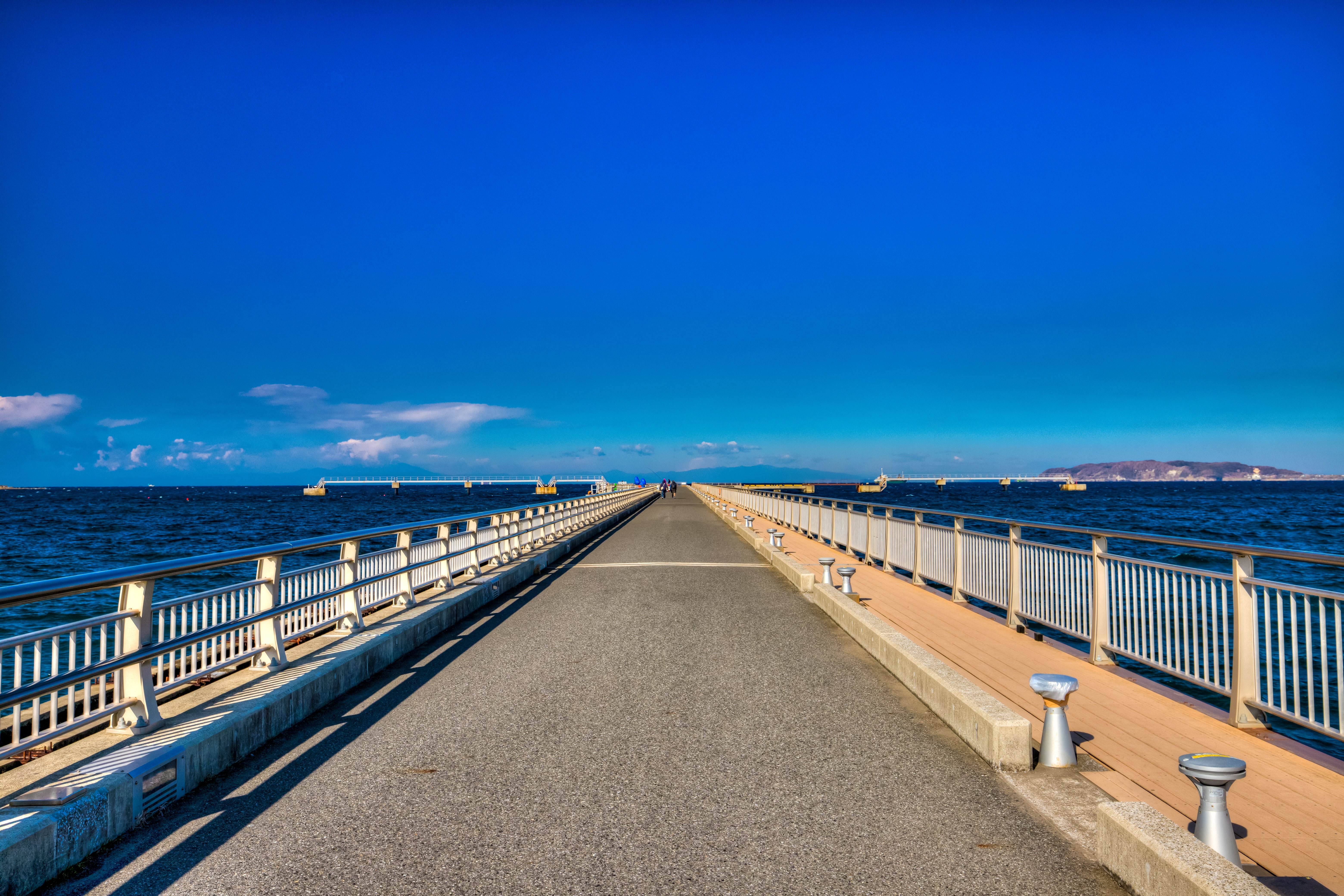
館山港多目的観光桟橋（館山夕日桟橋）
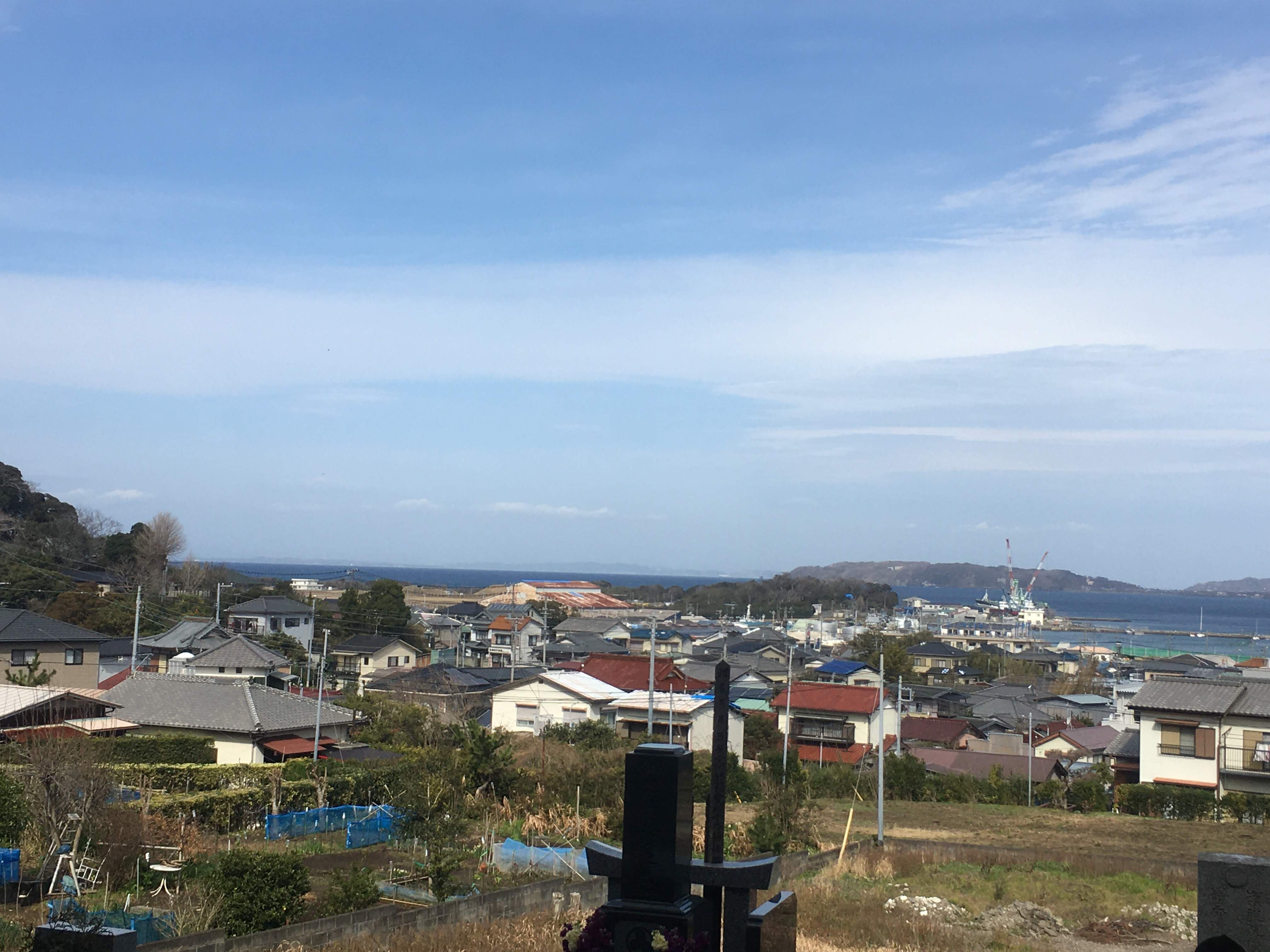
高ノ島（鷹ノ島）からの眺め
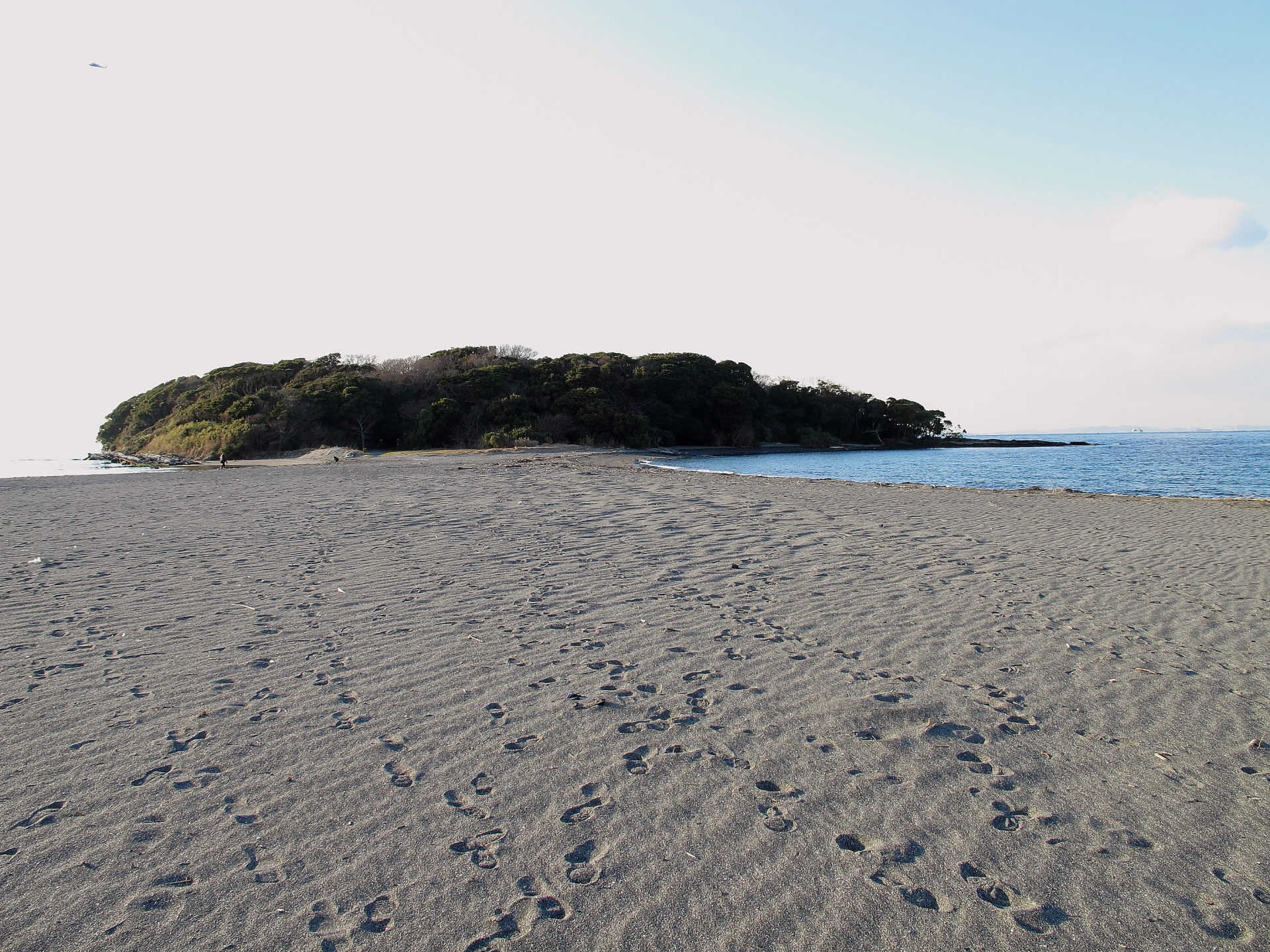
沖ノ島
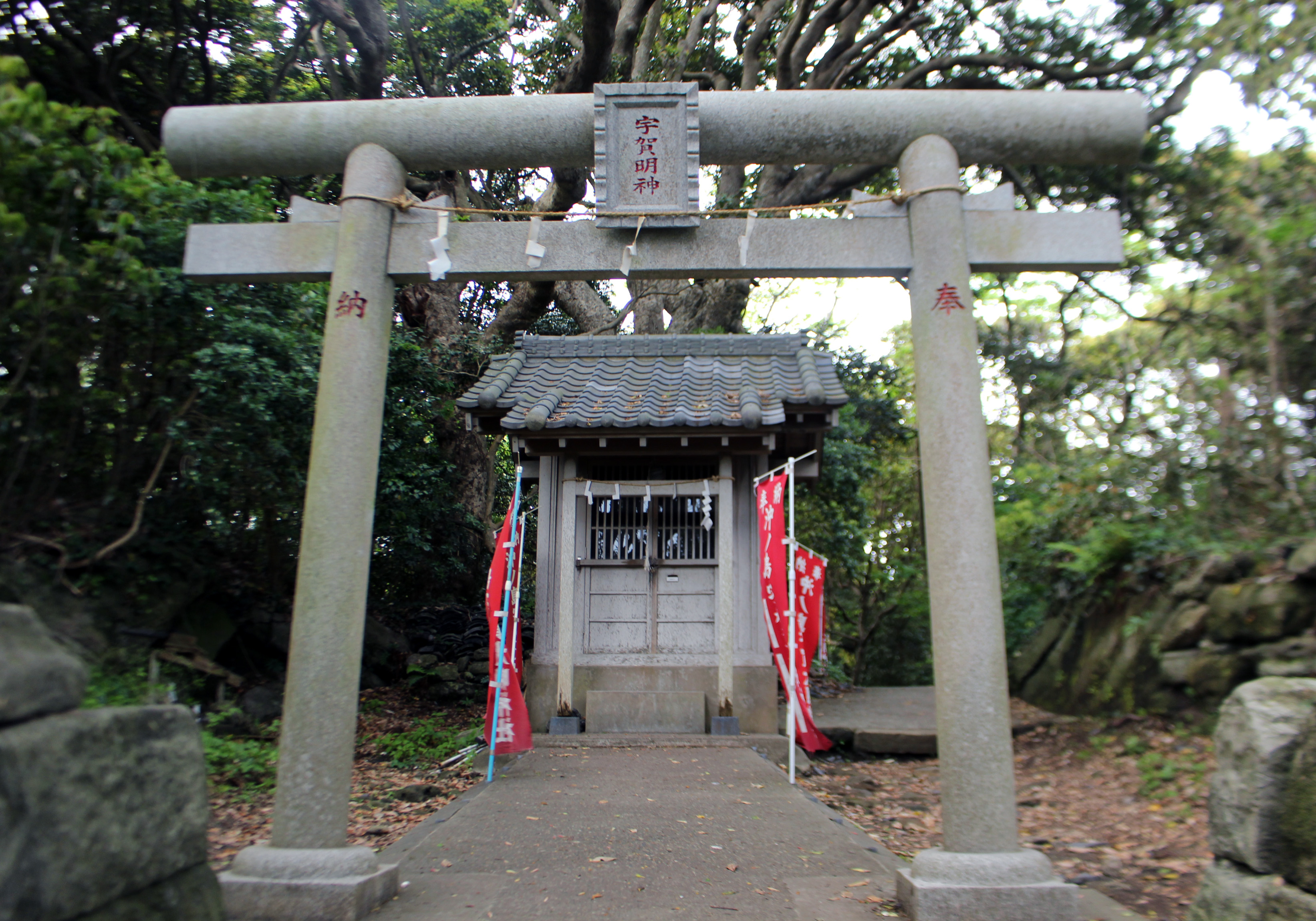
沖ノ島公園内の沖ノ島宇賀大明神社